# Michael Vehe

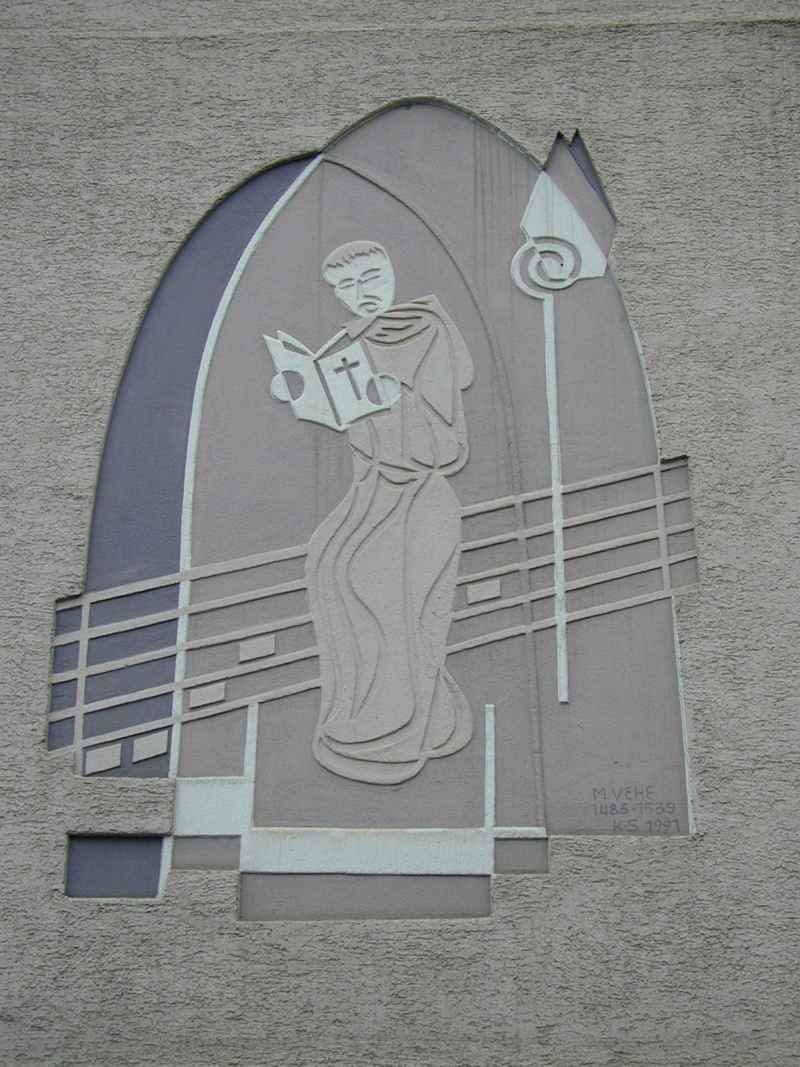
Michael Vehe, utförd i sgraffitoteknik i prästgården i Biberach i Heilbronn.

Michael Vehe, född 1485 i Biberach (numera del av Heilbronn), död i april 1539 i Halle, var tysk kyrkolärare, hjälpbiskop och utgivare av den första katolska sångboken med notskrift, Ein new Gesangbüchlin geistlicher Lieder. Han tillhörde Dominikanorden. 

## Verk
- Von dem Gesatz der Niessung des h. hochw. Sacraments, Leipzig 1531
- Wie unterschiedlicher wiess Gott und seine heiligen sollen geehret werden, Leipzig 1532
- Errettung der beschuldigten kelchdieb, Leipzig 1535
- Ein New Gesangbüchlin Geystlicher Lieder, Leipzig 1537; Hannover 1853
- Assertio sacrorum quorumdam axiomatum, Leipzig 1537